# Villeneuve-sur-Aisne
Villeneuve-sur-Aisne es una comuna nueva francesa situada en el departamento de Aisne, de la región de Alta Francia. Su sede está en Guignicourt. Es la cabecera (bureau centralisateur en francés) y mayor población del cantón de Guignicourt. 

## Geografía
Está ubicada a orillas del río Aisne, a 30 km al sureste de Laon y a 20 km al norte de Reims.

## Historia
Fue creada el 1 de enero de 2019 con la unión de las comunas de Guignicourt y Menneville, pasando a estar el ayuntamiento en la antigua comuna de Guignicourt.